# Brainwashed
Brainwashed (englisch für: ‚gehirngewaschen‘) ist das zehnte Solo-Studioalbum von George Harrison nach der Trennung der Beatles. Gleichzeitig ist es einschließlich der beiden Instrumentalalben aus den 1960er Jahren, der Studioalben, der beiden Kompilationsalben und der beiden Livealben das insgesamt 16. Album Harrisons. Es wurde am 18. November 2002 in Großbritannien und am 19. November 2002 in den USA ein Jahr nach George Harrisons Tod veröffentlicht.

## Entstehungsgeschichte

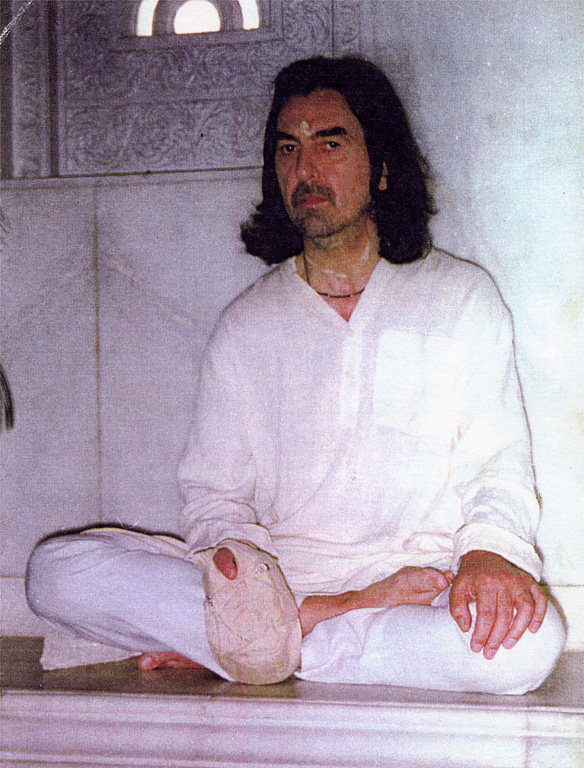
George Harrison, 1996

Nach Veröffentlichung des letzten Livealbums Live in Japan im Juli 1992 wurde es musikalisch relativ still um George Harrison, so unterstützte er zwischen den Jahren 1992 und 2001 lediglich andere Musiker (Jimmy Nail, Alvin Lee, Gary Wright, Ringo Starr, Electric Light Orchestra, Bill Wyman’s Rhythm Kings, Rubyhorse, Jim Capaldi und Carl Perkins) als Gitarrist oder Hintergrundsänger. George Harrison war lediglich an zwei musikalischen Projekten maßgeblich beteiligt, zum einen an der Produktion der Anthology-CDs der Beatles und der Produktion der CD Chants of India von Ravi Shankar, die er nicht nur produzierte, sondern auf der er auch mehrere Instrumente und Hintergrundgesang beisteuerte.
George Harrisons Filmproduktionsfirma HandMade Films war seit Ende der 1980er Jahre in finanziellen Schwierigkeiten und wurde 1994 an Paragon Entertainment Corporation verkauft. Es folgte im Januar 1995 eine gerichtliche Auseinandersetzung mit dem Manager von Handmade Films und Geschäftspartner von George Harrison, Denis O’Brien, die George Harrison im Jahr 1996 gewann.
Ansonsten hatte sich Harrison überwiegend ins Privatleben zurückgezogen, nur sporadisch arbeitete er an einem neuen Album. George Harrisons Krebserkrankung seit dem Jahr 1997 und eine Verletzung durch einen Einbrecher in seinem Anwesen am 30. Dezember 1999 wirkten als Antriebsfeder für ihn, um das Album zu beenden. Harrison arbeitete eng mit seinem Sohn Dhani und seinem Produzenten Jeff Lynne zwischen Juli 1999 und Oktober 2001 zusammen, die das Album schließlich nach seinem Tod auch fertigstellten. Dabei hielten sie sich exakt an den Zeitplan, den Harrison selbst festgelegt hatte, als noch nicht abzusehen war, dass er bereits 2001 sterben würde.
Im Juni 1999 kündigte Harrison gegenüber dem Billboard Magazin ein neues Album mit dem Titel Portrait Of A Leg End an. Über das Jahr 1999 spielte Jim Keltner die Schlagzeugparts ein. Im Dezember 2000 lautete der Albumtitel laut Harrison dann Your Planet Is Doomed: Volume One. George Harrison plante, die neuen Lieder mit Jeff Lynne im März 2001 in dessen Studio in Los Angeles fertigzustellen. Die Sessions konnten aufgrund von Harrisons gesundheitlichen Zustand nicht mehr vorgenommen werden. Im Mai 2001 begab er sich für weitere medizinische Behandlungen in die Schweiz, wo er bis Anfang Oktober mit seinem Sohn an dem Album arbeitete. Im November flog George Harrison dann für eine Krebstherapie nach New York. Am 29. November 2001 verstarb George Harrison.
Jeff Lynne sagte 2020 über die nachträglichen Arbeiten zum Album: „Dhani [Harrison] fragte mich, ob ich es mit ihm in meinem Studio mischen könnte. Die Arbeit an Brainwashed war eine sehr traurige Sache, denn er war ein großartiger Kumpel und jetzt war er weg. Es war schwierig, Entscheidungen zu treffen, wenn niemand da war, um zu sagen: ‚Ich hasse das, du Bastard!‘ Einiges davon war schon eine ganze Weile vor [seinem Tod] getan worden. Einige Songs waren nur seine Stimme und einfache kleine Gitarrenparts, einige Lead- oder einige schöne Slide-Gitarrenparts. Andere klangen, als wären sie fertig.“
Rocking Chair In Hawaii hatte seinen musikalischen Ursprung in den All Things Must Pass-Sessions aus 1970, da hatte er den Titel Down to the River. Run So Far wurde ursprünglich im Jahr 1989 von Eric Clapton für dessen Album Journeyman aufgenommen, bei dieser Version sang George Harrison die Hintergrundstimme und spielte Gitarre. Harrison fügte auf seiner Version eine Hawaiigitarre bei und sang den Titel neu ein. Between the Devil and the Deep Blue Sea wurde Mitte 1991 für das britische Fernsehen aufgenommen und ist eine Coverversion von Aida Ward. Die Komposition stammt von Harold Arlen und Ted Koehler und wurde für das Album neu abgemischt. Any Road entstand bei einem Videodreh zu  einer Single vom Cloud Nine-Album im Jahr 1988 und wurde zum ersten Mal im Mai 1997 für ein VH1-Special live vorgestellt, während dieses Specials trug Harrison auch akustische Versionen der Lieder All Things Must Pass und den Traveling-Wilburys-Titel If You Belonged vor. Die restlichen Lieder wurden im Zeitraum zwischen den Jahren 1997 und 2001 aufgenommen.

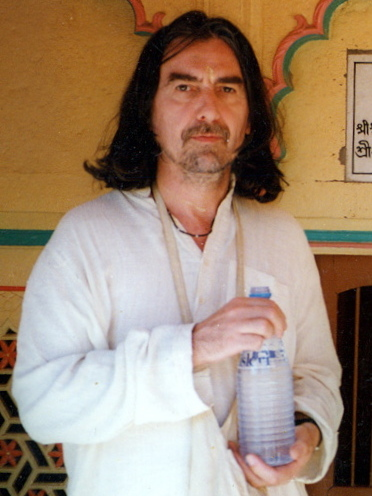
George Harrison in Bhaktivedanta Manor, Juni 1996

Brainwashed handelt von den falschen Götzen der Gesellschaft und attackiert die Global Players und Politiker. Bickram Ghosh spielt die Tablas bei diesem Stück. Das Lied enthält Auszüge aus dem Text „How to Know God“ von Vivekananda und endet mit dem Namah Parvati-Mantra. P 2 Vatican Blues (Last Saturday Night) ist eine humorvolle Anspielung auf einen Skandal in der Katholischen Kirche. Pisces Fish, Looking for My Life und Rising Sun sind philosophische Betrachtungsweisen von Harrison über das Leben allgemein und sein eigenes.
Marwa Blues ist ein instrumentales Lied. Stuck Inside a Cloud, Never Get Over You und Rocking Chair in Hawaii sind Liebeslieder.
Sein letztes Lied Horse to the Water nahm George Harrison am 2. Oktober 2001 mit Jools Holland & his Rhythm & Blues Orchestra auf, spätere Aufnahmen sind bisher nicht bekannt. Der Titel wurde auf dem Album Jools Holland’s Big Band Rhythm & Blues veröffentlicht.

“He never flinched. He never felt sorry for himself. He never lost his sense of humor. He wasn’t afraid of death, his own mortality, although he was very aware of it. He wasn’t even attached to his body, if you know what I mean. We’d be in the kitchen and he’d say, ‘Dhan, you know we are not these bodies, don’t you?’”

„Er ist nie davor zurückgewichen. Er ist nie in Selbstmitleid zerflossen. Er hat nie seinen Sinn für Humor verloren. Er hatte keine Angst vor dem Tod, seiner eigenen Sterblichkeit, obwohl er sich ihrer sehr bewusst war. Er hing nicht einmal sonderlich an seinem Körper, wenn sie verstehen, was ich meine. Wir saßen in der Küche und er sagte zu mir: ‚Dhan, du weisst, dass wir nicht diese Körper sind, oder?‘“

Im Dezember 2002 wurde das Album in den USA mit Gold für 500.000 verkaufter Exemplare ausgezeichnet.

## Covergestaltung
Das Design und das Foto des Covers, das fünf Glieder-Puppen mit einem Fernseher zeigt, stammt von thenewno2.

## Titelliste
1. Any Road – 3:52
2. P 2 Vatican Blues (Last Saturday Night) – 2:38
3. Pisces Fish – 4:52
4. Looking for My Life – 3:49
5. Rising Sun – 5:27
6. Marwa Blues – 3:41
7. Stuck Inside a Cloud – 4:04
8. Run So Far – 4:05
9. Never Get Over You – 3:25
10. Between the Devil and the Deep Blue Sea – 2:34
11. Rocking Chair in Hawaii – 3:07
12. Brainwashed – 6:07

## Veröffentlichungen
Die Veröffentlichung erfolgte im CD-Format und als Schallplatte sowie als limitierte Box, die die CD sowie eine DVD beinhaltet, auf der eine siebenminütige Dokumentation über die Entstehung des Albums zu sehen ist. Im Mai 2003 erschien das CD-Album mit einem neuen Pappslipcover (ähnlich dem Singlecover von Any Road).
Marwa Blues gewann den Grammy Award in der Kategorie Best Pop Instrumental Performance Brainwashed erhielt auch eine Nominierung für das beste Pop-Gesangsalbum, ebenso wie Any Road für die beste männliche Pop-Gesangsdarbietung.

## Singleauskopplungen

### Stuck Inside a Cloud
Im November 2002 erschien die CD-Promotionsingle Stuck Inside a Cloud, die nicht als reguläre Kaufsingle veröffentlicht wurde.

### Any Road
Die einzige Singleauskopplung Any Road / Marwa Blues (7″-Vinyl Single), Enhanced-CD-Single: Any Road / Marwa Blues / Any Road (Video) erschien im Mai 2003 in Großbritannien, in den USA und Deutschland wurde die Single nicht veröffentlicht.

## Sonstiges
Das Album bekam von den Kritikern viel Lob und wurde teilweise mit seinem Dreifachalbum All Things Must Pass verglichen, mit dem er seine Solokarriere begonnen hatte.

## Kommerzieller Erfolg

### Chartplatzierungen
Album
| ChartsChartplatzierungen       | Höchstplatzierung | Wochen |
| ------------------------------ | ----------------- | ------ |
| Deutschland (GfK)              | 17 (5 Wo.)        | 5      |
| Österreich (Ö3)                | 62 (1 Wo.)        | 1      |
| Schweiz (IFPI)                 | 58 (2 Wo.)        | 2      |
| Vereinigte Staaten (Billboard) | 18 (9 Wo.)        | 9      |
| Vereinigtes Königreich (OCC)   | 29 (9 Wo.)        | 9      |

Singles

| Jahr | Titel    | Höchstplatzierung, Gesamtwochen, AuszeichnungChartsChartplatzierungen (Jahr, Titel, , Platzierungen, Wochen, Auszeichnungen, Anmerkungen) | Anmerkungen                        |
| Jahr | Titel    | UK | Anmerkungen                        |
| ---- | -------- | --- | ---------------------------------- |
| 2003 | Any Road | UK37 (2 Wo.)UK | Erstveröffentlichung: 12. Mai 2003 |

### Auszeichnungen für Musikverkäufe
| Land/Region                  | Auszeichnungen für Musikverkäufe (Land/Region, Auszeichnung, Verkäufe) | Verkäufe |
| ---------------------------- | ---------------------------------------------------------------------- | -------- |
| Kanada (MC)                  | Gold                                                                   | 50.000   |
| Vereinigte Staaten (RIAA)    | Gold                                                                   | 500.000  |
| Vereinigtes Königreich (BPI) | Gold                                                                   | 100.000  |
| Insgesamt                    | 3× Gold ·                                                              | 650.000  |